# Manège (téléfilm)

Manège est un téléfilm français en deux parties réalisé par Charlotte Brändström et diffusé en 1998 sur TF1.

## Synopsis
Marine Dervin demande un agrément et des subventions de la part de l'Aide et Protection de l'Enfance pour ouvrir un centre d'équithérapie sur le domaine de Fontbrune, un centre de thalassothérapie pour chevaux ayant appartenu à son frère avant sa mort. Malgré les résultats prometteurs de la thérapie avec Matthias, le neveu de Marine, qui s'était renfermé sur lui-même après la mort de ses parents, Enzo — qui aide Marine à gérer le centre — est plutôt récalcitrant vis-à-vis du projet. L'A.P.E. déplore le manque d'expérience de Marine mais est néanmoins intéressé par le projet, et décide de lui confier deux enfants en période probatoire pendant deux semaines afin de juger de l'efficacité de ses méthodes et d'évaluer si le projet mérite d'être subventionné.

## Fiche technique
- Réalisation : Charlotte Brändström
- Scénario : Nicole Jamet, Véronique Jannot, Philippe Elias
- Production : Quentin Raspail
- Musique : Alexandre Desplat[1]
- Conseiller équestre : Mario Luraschi[2]
- Durée : 90 minutes
- Première diffusion : 27 juillet 1998[3]

## Distribution
- Véronique Jannot : Marine Dervin
- Jean-Yves Berteloot : Enzo Ferarra
- Bernard Fresson : Saradel
- Saïfi Ghoul : Matthias
- Michel Voïta : Xavier Dervin
- Jacques Dacqmine : Le Baron
- Raoul Billerey : Chavignac
- Aladin Reibel : Le médecin
- Hélène Roussel : Louise
- Fabrice Cals : Lucien
- Anna-Eva Bergen : Roxane
- Anthony Decadi : Gabriel
- Jan Vancoillie : Loïc